# Povlja
Povlja is een plaats in de gemeente Selca in de Kroatische provincie Split-Dalmatië. De plaats telt 364 inwoners (2001).